# 弗利斯
弗利斯，是西班牙加泰罗尼亚塔拉戈纳省的一个市镇。总面积116平方公里，总人口3952人（2001年），人口密度34人/平方公里。